# El bandolero stanco
El bandolero stanco, pubblicato nel 1997, è un album inciso dal cantautore Roberto Vecchioni.

## Tracce
1. El bandolero stanco – 5:29
2. La stazione di Zima – 4:43
3. La corazzata Potëmkin – 5:27
4. Canto notturno (di un pastore errante dell'aria) – 6:11
5. Quest'uomo – 5:46
6. La gallina Maddalena – 4:50
7. Celia de la Cerna – 4:54
8. Compañeros – 5:23
9. 'O primm'ammore – 5:29
10. Love song (despedida) – 3:40

## Formazione
- Roberto Vecchioni – voce
- Mauro Paoluzzi – chitarra acustica
- Nicolò Fragile – tastiera, programmazione, pianoforte
- Giorgio Cocilovo – chitarra acustica
- Paolo Costa – basso
- Lele Melotti – batteria
- Max Longhi – tastiera, programmazione, pianoforte
- Pacho – percussioni
- Michele Arveda – programmazione
- Fernando Brusco – tromba
- Giovanni Di Stefano – trombone
- Claudio Pascoli – sassofono tenore
- Simone Toni – oboe
- Lalla Francia, Paola Folli, Moreno Ferrara, Silvio Pozzoli – cori